# Abacophrastus
Abacophrastus là một chi bọ cánh cứng thuộc họ Carabidae, gồm có các loài sau:
- Abacophrastus bellorum Will, 2011
- Abacophrastus carnifex Will, 2011
- Abacophrastus chapes Will, 2011
- Abacophrastus hobbit Will, 2011
- Abacophrastus megalops Will, 2011
- Abacophrastus millei Will, 2011
- Abacophrastus reflexus Will, 2011